# Volkswagen New Beetle
Volkswagen New Beetle – samochód osobowy klasy kompaktowej produkowany przez niemiecki koncern Volkswagen w latach 1997–2010.

## Historia i opis modelu

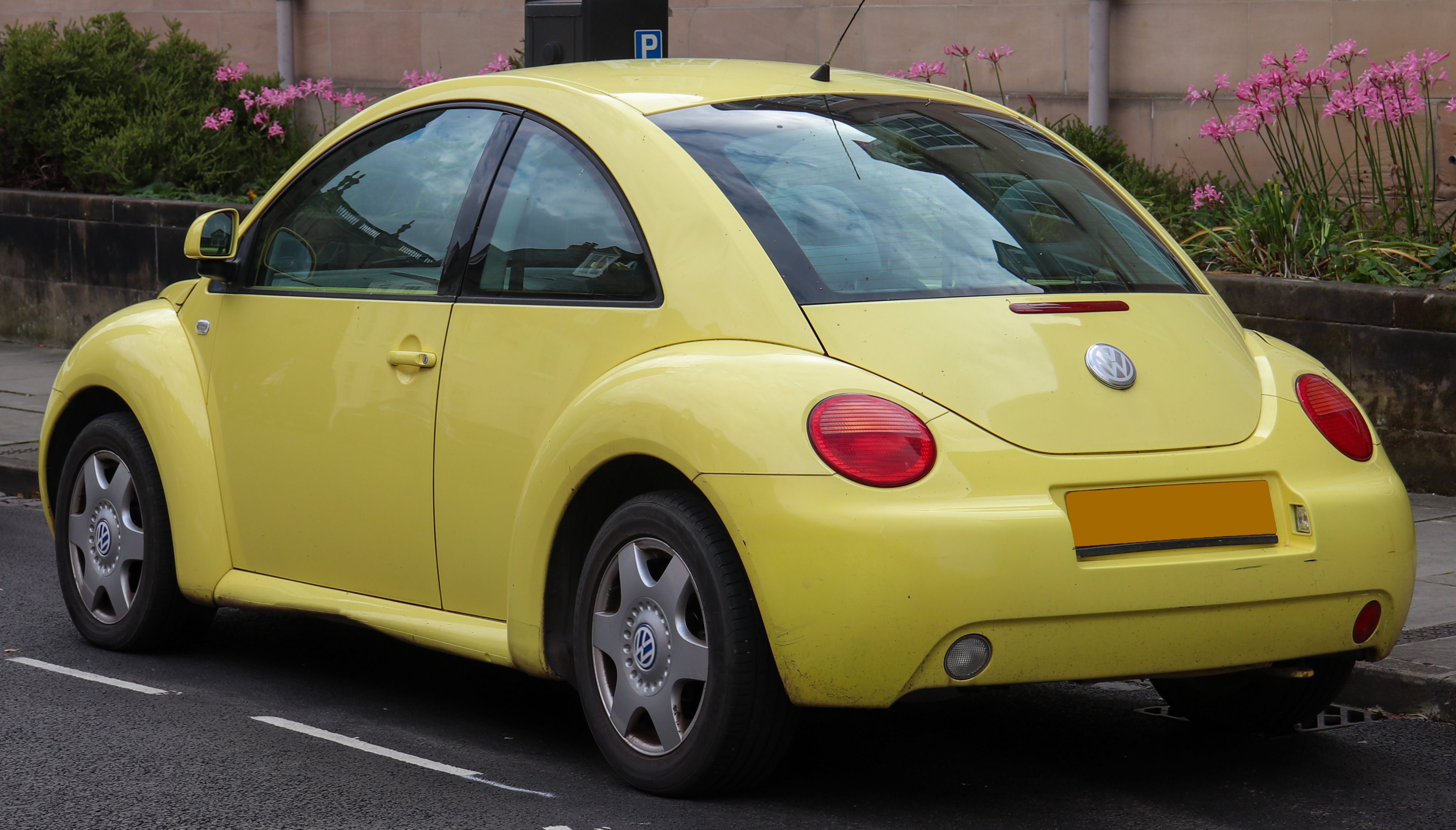
Volkswagen New Beetle - tył

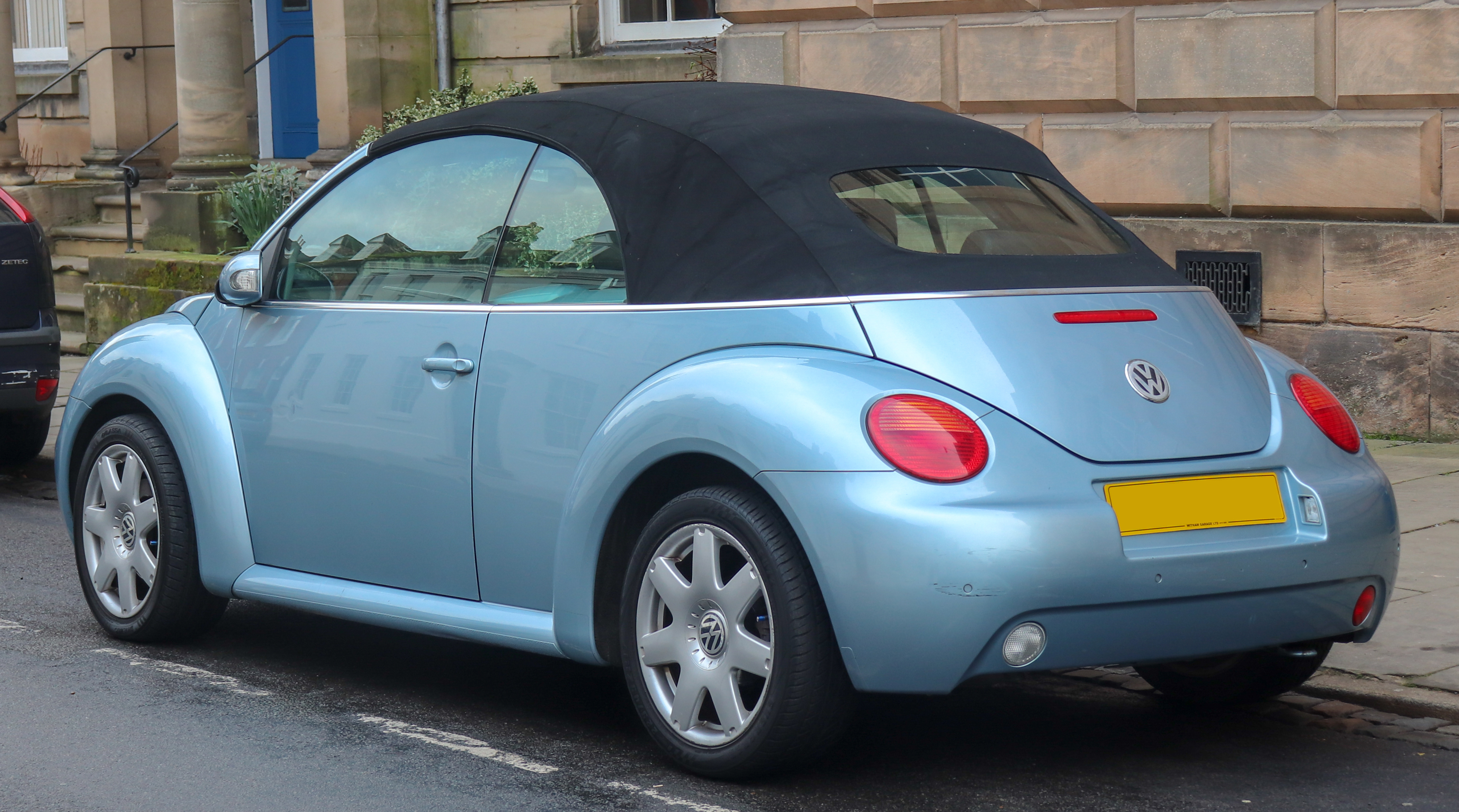
Volkswagen New Beetle Cabriolet

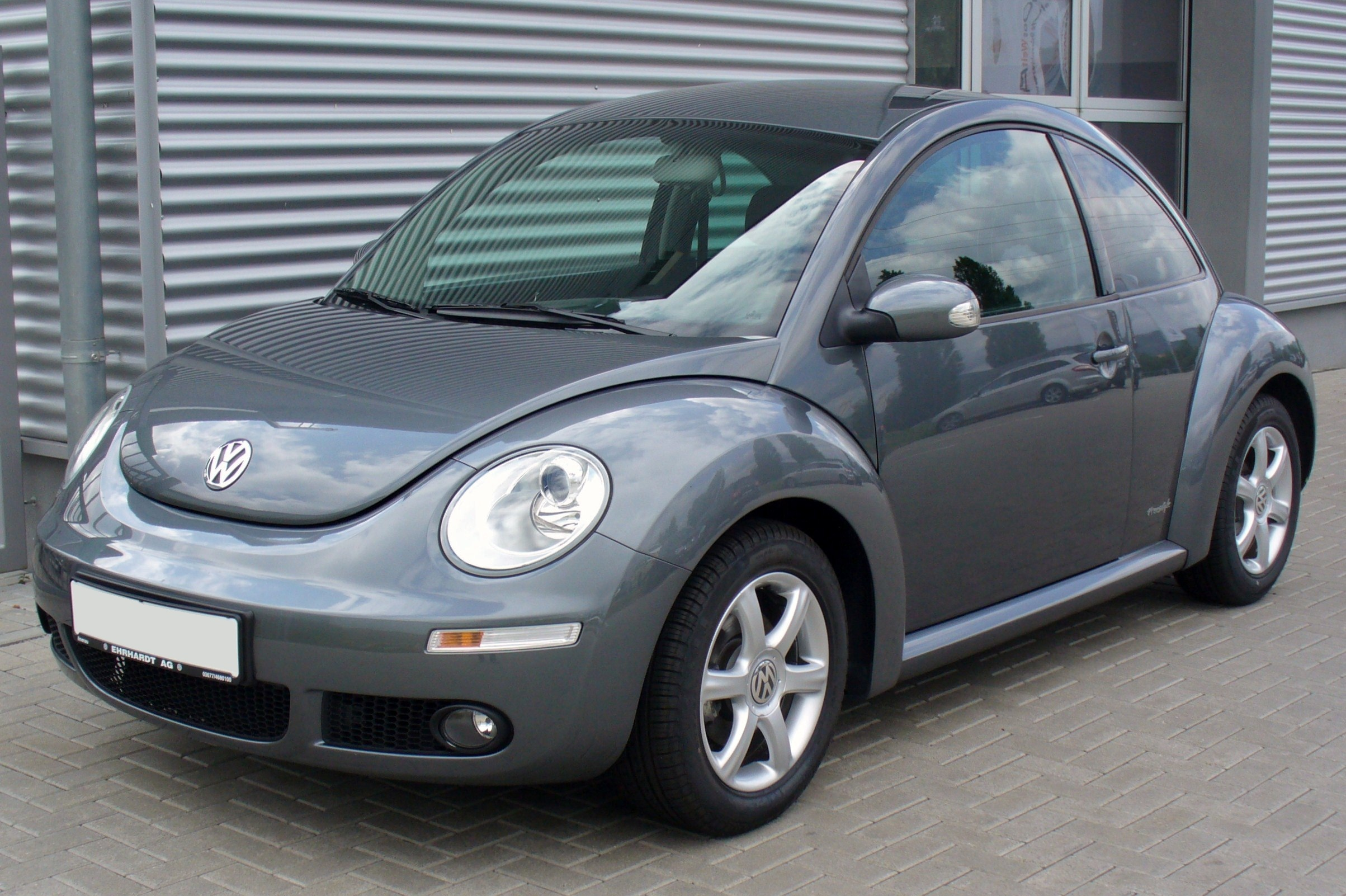
Volkswagen New Beetle po liftingu

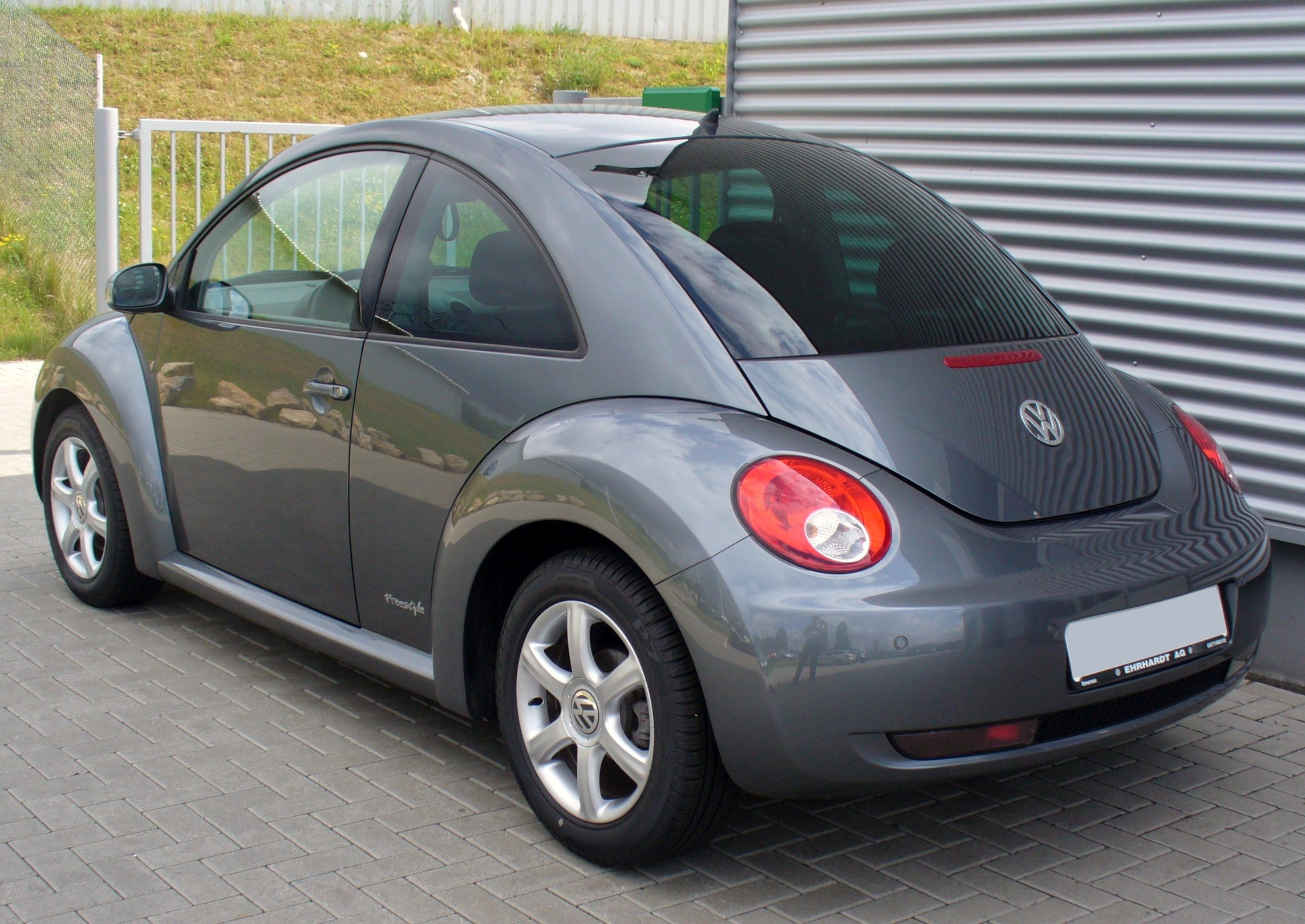
Volkswagen New Beetle - tył po liftingu

Pojazd nawiązywał stylistyką do popularnego Garbusa. New Beetle powstał na płycie podłogowej Golfa IV. W 2005 roku auto poddano lekkiemu faceliftingowi. W 1999 roku samochód zdobył tytuł North American Car of the Year.
Volkswagen postanowił wycofać model New Beetle z rynku amerykańskiego w 2010 roku. W związku z tym wiosną 2010 roku wprowadził na tamten rynek ostatnią serię nazwaną Final Edition. Wyprodukowanych zostało tylko 1500 egzemplarzy dostępnych zarówno jako kabriolet, jak i hatchback.
W 2011 roku wprowadzono następcę o nazwie Beetle. Był on produkowany w tej samej meksykańskiej fabryce, co New Beetle.

### Kolory nadwozia
- metalik
  - szary Platinum
  - jasnozielony Gecko
  - srebrny Reflex
  - granatowy Shadow
  - czerwony wino
- perłowy
  - czarny Deep
  - niebieski Laser
- czerwony Salsa specjalny
- czarny
- biały
- żółty Sunflower

### Dane techniczne
|              | Układ cylindrów | Pojemność | Moc           | Maks. moment obr.         | Przyspieszenie 0-100km/h | Prędkość maks. |
| ------------ | --------------- | --------- | ------------- | ------------------------- | ------------------------ | -------------- |
| 1.4          | R4              | 1390 cm³  | 75KM (55kW)   | 126Nm przy 3300 obr./min  | 14,6s                    | 161km/h        |
| 1.6          | R4              | 1595 cm³  | 100KM (74kW)  | 145Nm przy 3800 obr./min  | 11,0s                    | 178km/h        |
| 1.6          | R4              | 1596 cm³  | 102KM (75kW)  | 148Nm przy 3800 obr./min  | 11,0s                    | 179km/h        |
| 1.8T         | R4              | 1781 cm³  | 150KM (110kW) | 210Nm przy 1750 obr./min  | 9,0s                     | 203km/h        |
| 1.8T         | R4              | 1781 cm³  | 180KM (132kW) | 235Nm przy 1950 obr./min  | 7,9s                     | 210km/h        |
| 2.0          | R4              | 1984 cm³  | 115KM (85kW)  | 172Nm przy 3200 obr./min  | 10,9s                    | 185km/h        |
| 2.3 V5       | VR5             | 2324 cm³  | 170KM (125kW) | 220Nm przy 3300 obr./min  | 8,7s                     | 211km/h        |
| 2.5          | R5              | 2480 cm³  | 150KM (110kW) | 228Nm                     | b.d.                     | b.d.           |
| 3.2 RSI      | VR6             | 3189 cm³  | 224KM (165kW) | 320Nm przy 2000 obr./min  | 6,7s                     | 225km/h        |
| Wysokoprężne |                 |           |               |                           |                          |                |
| 1.9TDI       | R4              | 1896 cm³  | 90KM (66kW)   | 210Nm przy 1900 obr./min  | 13,1s                    | 171km/h        |
| 1.9TDI       | R4              | 1896 cm³  | 100KM (74kW)  | 240Nm przy 1800 obr./min  | 12,4s                    | 178km/h        |
| 1.9TDI       | R4              | 1896 cm³  | 105KM (77kW)  | 240 Nm przy 1800 obr./min | 11,5s                    | 180km/h        |